# مسح ميكروي ثنائي لكامل السماء
المسح الميكروي الثنائي لكامل السماء (بالإنجليزية: Two Micron All-Sky Survey)‏ واختصارا 2MASS هو مسح فلكي للسماء كلها في طيف الأشعة تحت الحمراء و آحد أكثر المشاريع طموحا للقيام بذلك.وقد تم بين عامي 1997 و 2001، في موقعين مختلفين في مرصد فريد لورانس ويبل الولايات المتحدة على جبل هوبكنز، أريزونا (G91)، و مرصد كرو تولولو في لا سيرينا، تشيلي (I02),
كل مرصد يستخدم تلسكوب 1.3 متر لنصفي الكرة الأرضية الشمالي والجنوبي على التوالي.,وقد أجريت في الطول الموجي القصير للأشعة تحت الحمراء في نطاق طول الموجات القصيرة القريبة من 2 ميكرومتر (أو ميكرون)، ومنها استمد المسح اسمة.
انتج المسح فهرس فلكي لأكثر من 300 مليون جرم، بما في ذلك الكواكب الصغيرة في النظام الشمسي، الأقزام البنية ، والنجوم ذات الكتل المنخفضة، و السدم، عناقيد النجوم و مجموعات وعناقيد المجرات . بالإضافة إلى ذلك تم تسجيل 1 مليون جرم في كتالوج 2MASS و كتالوج المصدر الموسع (2MASX) (Source). الأجرام التي تم تسجيلها معلمة بـ "2MASS" و "2MASX" على التوالي.